# Fríðrikur Petersen

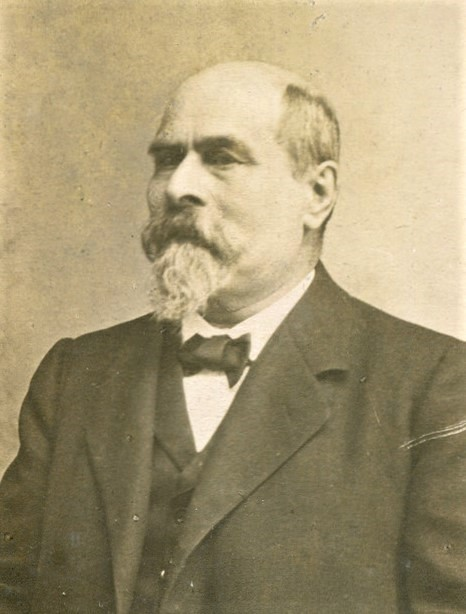
Fríðrikur Petersen (vor 1917)

Fríðrikur Petersen ([ˈfɹʊiːɹikʊɹ]; eigentlich Frederik Petersen; * 22. April 1853 in Saltnes/Färöer; † 26. April 1917 in Nes (Eysturoy)) war ein färöischer Pfarrer und Politiker (Sambandsflokkurin).

## Leben
Fríðrikur ist der Sohn von Súsanna Fredrikka Óladóttir Hansen aus Nes und Johannes Petersen aus Klaksvík. Er war mit Sofie Amalie, geb. Wesenberg aus Kopenhagen verheiratet.
Nach seinem Abitur 1875 studierte er Theologie und schloss 1880 als cand.theol. ab. Zunächst war er Pfarrer auf Sandoy (bis 1885), dann auf Suðuroy (bis 1900) und schließlich bis zu seinem Tode Propst der Färöer mit Sitz in Nes auf Eysturoy.
1892 übersetzte er das Vaterunser ins Färöische, was als die erste moderne Übersetzung in diese Sprache gilt. Zu seinen bekanntesten Liedern zählen u. a. Tiðin rennur sum streymur i á (1892, vertont von Jógvan Waagstein), Deyði hvar er broddur tin (1900) und die färöische Version von Stille Nacht, heilige Nacht (1891).
Dem Løgting gehörte Petersen von 1890 bis 1891 und dann von 1893 bis 1917 an. Von 1894 bis 1902, 1906 bis 1914 und 1915 bis 1917 war er auch Mitglied des dänischen Oberhauses im Folketing, des Landstings.
1906 war Petersen Mitbegründer der ersten politischen Partei der Färöer, der unionistischen Sambandsflokkurin, die sich für die Reichsgemeinschaft der Färöer mit Dänemark einsetzt. Gleichzeitig war er ab der Gründung bis zu seinem Tode Parteivorsitzender.

## Ehrungen
Im Jahre 1907 wurde er zum Ritter des dänischen Dannebrogordens geschlagen.
Die Fríðrikskirkjan (Friedrichskirche) von 1994 in Toftir ist nach Fríðrikur Petersen benannt. Am 19. Mai 2008 wurde Fríðrikur Petersen vom Postverk Føroya mit einer Briefmarke geehrt.